# حور (نمين)
حور هي قرية في مقاطعة نمين، إيران. عدد سكان هذه القرية هو 3,141 في سنة 2006.